# Amon il Nero
Amon Ddu, cioè Amon il Nero, Principe di Bretagna (Amwn in gallese, Amonnius in latino e Eamonn in irlandese; 464 circa), è stato il padre di san Samson, famoso vescovo di Dol.
Amon sposò Anna di Gwent vedova di Lord Cynyr Ceinfarfog (il Giusto dalla barba lunga) di Caer-Goch del Dyfed. Attraversò la Manica e divenne un importante ufficiale alla corte reale di Aircol Lawhir. Suo fratello Umbraphel sposò la sorella di Anna da cui ebbe molti figli, mentre Amon e Anna non riuscivano ad avere una prole, fino a quando decisero di visitare un mago locale. Seguendo i cui consigli generarono Samson. Ebbe poi altri fratelli e una sorella, tra cui san Tydecho e san Tegfedd
Ammalatosi, chiamò al suo capezzale Samson. Samson riportò suo padre in salute e convinse lui e la maggior parte della sua famiglia ad unirsi a lui nella vita monastica. Amon accompagnò di nuovo il figlio al suo monastero a Ynys Byr, sull'isola di Caldey. Poi visse da eremita sull'estuario del Severn prima che Samson lo nominasse abate di Southill, in Cornovaglia. Alla fine si ritirò nel grande monastero a Llantwit Major, dove morì e venne sepolto.